# フードプロセッサー

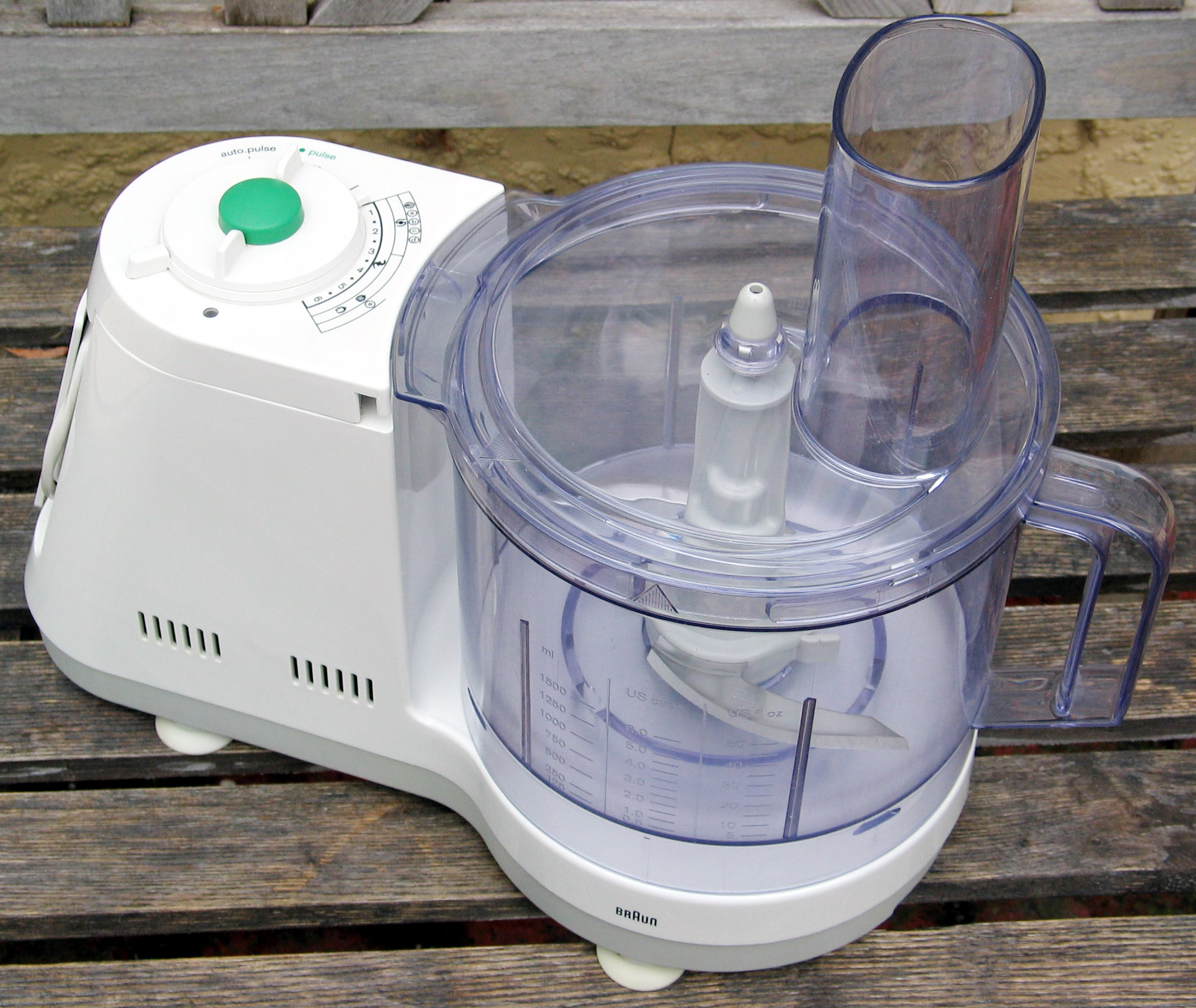
フードプロセッサー

フードプロセッサー（英語: Food processor）とは、投入した食材をモーターによる刃の回転で切り刻んで混ぜる調理器具である。

## 歴史
1960年、料理の下拵えに大変手間がかかることに気付いたフランス人のピエール・ベルダン (Pierre Verdun) が、容器の中でカッターの刃を動かすことで楽に食材加工ができると考えて発明した。これにより、フランスでフードプロセッサーのパイオニアであるロボクープ社 (Robot-Coupe) が誕生した。
当初は業務用の器具で、レストランなどからのニーズに応えて開発された。手作業での下拵えにかかる手間と時間を短縮できるフードプロセッサーは、外食業界に革命を起こした。1970年代にはロボクープ社から家庭用の小型フードプロセッサーも発売され、欧米を始めとする国々でヒット商品になった。同社は、クイジナートなどの他社の製品を生産し、卸していた時期もある。
日本では、主に前述のロボクープとクイジナートが業務用フードプロセッサーを、そしてクイジナート、パナソニック、テスコムが家庭用フードプロセッサーを販売している。他にも、中国メーカーなど様々なメーカーがフードプロセッサーを販売している。日本では「ワープロ」に倣ってしばしば「フープロ」と呼ばれるが、この略称は世界的には通用しない。

## 概要
食材を粗いみじん切りからペースト状にまで細かくすることが可能で、特に挽肉・魚肉のすり身・野菜のみじん切りなどを作る際に包丁やナイフなどを用いた人力による作業と比較して絶大な効果を発揮する。また、ハンバーグなどの材料を全てフードプロセッサーに投入し、切り刻むとともに攪拌して下ごしらえを手早く済ませるといった使い方もできる。ミキサーやジューサーの替わりとしてジュース作りなどに使うこともできるが、使用する刃の大きさや形状によっては材料を細かくしきれず、舌触りが悪くなることもある。
メーカーによってはオプション部品を装着させることにより、スライサー（輪切り）、グレーター（丸千切り）、大根おろし、パン生地練り、ジューサー、ホイッパー（泡立て）、かき氷作りなどの特定の調理にも利用できる。
強力なモーターを装備した台座の上に材料を投入するためのケースを載せ、ケースの中に刃を装着する「据え置き型」のものが一般的であるが、細長い手持ち状の本体の先端に刃を装着し、コップなどの中に挿入して使用する「スティック型」（スティックミキサー・ハンドブレンダー）もある。材質は、材料を入れるケースにはポリカーボネートやガラスを、刃にはチタンやステンレス鋼を使用していることが多い。形状が複雑な部品があるため、洗浄には少々手間がかかる。加えて刃物もあるため、取り扱いには注意が必要である。
刃の高速回転で生じる摩擦熱により、材料の品質が低下することもある。対策としては過度の連続使用を控え、一部の材料を冷凍したり氷を投入したりするとよい。